# Brasília Vôlei Esporte Clube 2021-2022
Questa voce raccoglie le informazioni riguardanti il Brasília Vôlei Esporte Clube nella stagione 2021-2022.

## Stagione
Il Brasília Vôlei Esporte Clube gioca nell'annata 2021-22 senza alcun nome sponsorizzato, utilizzando quindi la denominazione ufficiale del club.
In Superliga Série A si piazza al nono posto in regular season, restando fuori dai play-off scudetto.
Partecipa al suo primo torneo internazionale, organizzando il campionato sudamericano 2021, dove chiude al terzo posto.
In ambito locale disputa come ospite il Campionato Mineiro, chiudendo anche in questo caso al terzo posto.

## Organigramma societario
Area direttiva
- Presidente: José Rodolpho de Montenegro Assenço
- Team manager: Flávio Thiessen

Area tecnica
- Allenatore: Rogério Portela
- Assistente allenatore: Fernando Santos, Pedro Alcântara
- Scoutman: Aguinaldo Santos
- Preparatore alterico: Felipe Uchôa

Area sanitaria
- Fisioterapista: Wagner Andrade

## Rosa
| N° | Nome                  | Ruolo | Data di nascita   | Nazionalità sportiva |
| -- | --------------------- | ----- | ----------------- | -------------------- |
| 1  | Ana Cristina Porto    | P     | 10 gennaio 1982   | Brasile              |
| 2  | Lia Mariano           | C     | 14 maggio 2000    | Brasile              |
| 3  | Natália Monteiro      | S     | 1º marzo 1997     | Brasile              |
| 4  | Alessandra dos Santos | S     | 13 aprile 1988    | Brasile              |
| 5  | Maynara Devesa        | P     | 25 maggio 1999    | Brasile              |
| 6  | Aline da Silva        | C     | 24 gennaio 1986   | Brasile              |
| 7  | Ana Figueredo         | S     | 7 luglio 1999     | Brasile              |
| 8  | Arianne Tolentino     | O     | 13 novembre 1989  | Brasile              |
| 9  | Edna Schindwein       | C     | 19 settembre 1983 | Brasile              |
| 10 | Emilce Sosa           | C     | 11 settembre 1987 | Argentina            |
| 11 | Geovana Freitas       | C     | 20 maggio 2000    | Brasile              |
| 12 | Vitória Figueiredo    | L     | 19 maggio 1995    | Brasile              |
| 13 | Thayane Mascarenhas   | P     | 12 settembre 2001 | Brasile              |
| 14 | Sara da Silva         | O     | 29 aprile 1994    | Brasile              |
| 17 | Isabela Paquiardi     | S     | 4 marzo 1992      | Brasile              |
| 18 | Juliana Filipelli     | L     | 18 maggio 1994    | Brasile              |

## Statistiche

### Statistiche di squadra
| Competizione            | Punti | In casa | In casa | In casa | In trasferta | In trasferta | In trasferta | Totale | Totale | Totale |
| Competizione            | Punti | G       | V       | P       | G            | V            | P            | G      | V      | P      |
| ----------------------- | ----- | ------- | ------- | ------- | ------------ | ------------ | ------------ | ------ | ------ | ------ |
| Superliga Série A       | 16    | 11      | 4       | 7       | 11           | 1            | 10           | 22     | 5      | 17     |
| Campionato sudamericano | 6     | -       | -       | -       | -            | -            | -            | 4      | 2      | 2      |
| Totale                  | -     | 11      | 4       | 7       | 11           | 1            | 10           | 26     | 7      | 19     |

### Statistiche dei giocatori
| Giocatrice     | Superliga Série A | Superliga Série A | Superliga Série A | Superliga Série A | Superliga Série A |
| Giocatrice     | P                 | PT                | AV                | MV                | BV                |
| -------------- | ----------------- | ----------------- | ----------------- | ----------------- | ----------------- |
| A. da Silva    | 22                | 139               | 99                | 21                | 19                |
| S. da Silva    | 21                | 34                | 28                | 5                 | 1                 |
| M. Devesa      | 22                | 1                 | 1                 | 0                 | 0                 |
| A. dos Santos  | 14                | 105               | 90                | 9                 | 6                 |
| A. Figueredo   | 16                | 75                | 67                | 3                 | 5                 |
| V. Figueiredo  | 22                | 0                 | 0                 | 0                 | 0                 |
| J. Filipelli   | 16                | 0                 | 0                 | 0                 | 0                 |
| G. Freitas     | 3                 | 2                 | 1                 | 0                 | 1                 |
| L. Mariano     | -                 | -                 | -                 | -                 | -                 |
| T. Mascarenhas | 2                 | 0                 | 0                 | 0                 | 0                 |
| N. Monteiro    | 15                | 89                | 75                | 10                | 4                 |
| I. Paquiardi   | 21                | 210               | 185               | 18                | 8                 |
| A.C. Porto     | 22                | 38                | 14                | 12                | 12                |
| E. Schindwein  | 22                | 170               | 124               | 44                | 2                 |
| E. Sosa        | 18                | 37                | 16                | 17                | 4                 |
| A. Tolentino   | 21                | 379               | 346               | 12                | 21                |

P = presenze; PT = punti totali; AV = attacchi vincenti; MV = muri vincenti; BV = battute vincenti

NB: Non sono disponibili i dati relativi al campionato sudamericano per club e, di conseguenza, quelli totali.